# Palazzo Scavuzzo
Il Palazzo Scavuzzo è un palazzo rinascimentale di Palermo sito in piazza rivoluzione, quartiere Kalsa.

## Storia

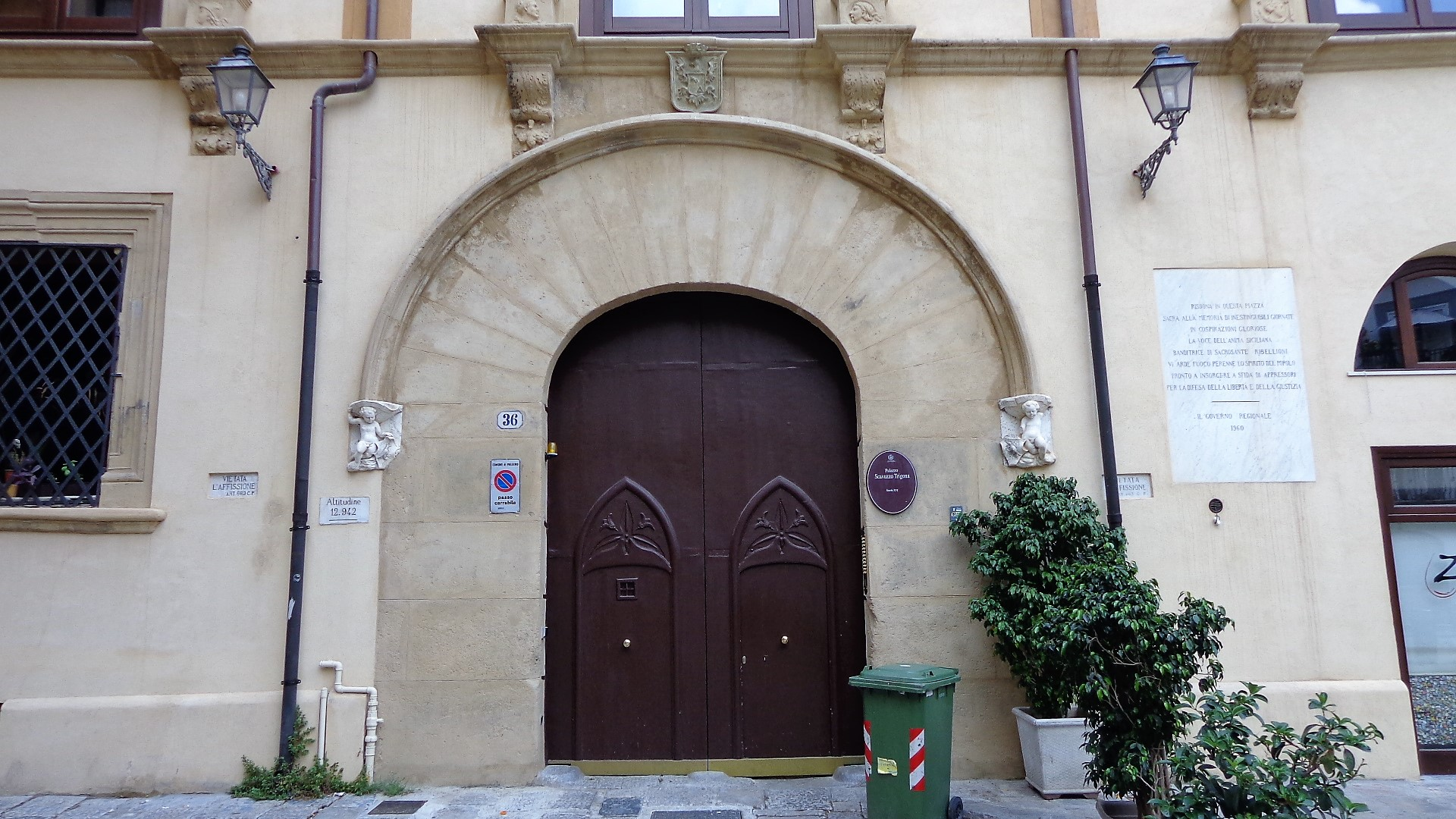
Portale.

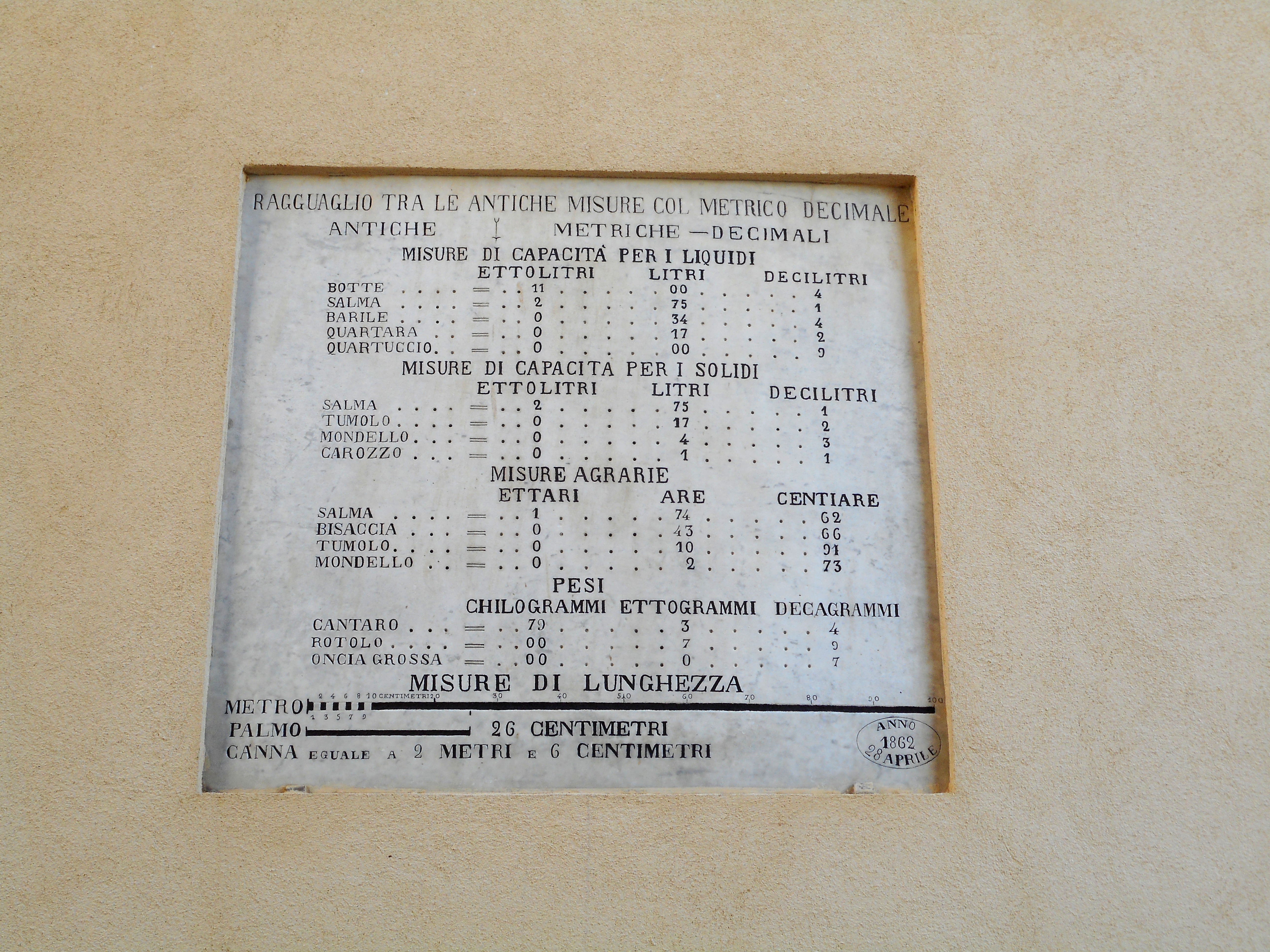
Targa comparativa delle misure.

La costruzione del palazzo è databile all'inizio del XVI secolo nella traversa omonima e affacciato sulla primitiva piazza della Fieravecchia, ma il suo attuale aspetto si deve alla ristrutturazione avvenuta a fine secolo ad opera del notaio Giacomo Scavuzzo, al quale si deve anche il nome.
- 2017, Fine lavori di restauro.

## Stile
L'edificio è caratterizzato da un'architettura tipica del XV secolo con pochi accenni all'architettura sua contemporanea in alcuni particolari del prospetto. È dotato di un ampio portale semiovale. All'interno ha subito notevoli mutazioni nel corso del tempo. Presente sulla facciata una delle targhe poste durante il periodo borbonico che unificavano le unità di misura siciliane al sistema metrico.